# Niederländische Bandynationalmannschaft der Herren
Die niederländische Bandynationalmannschaft der Herren präsentiert die Niederlande bei internationalen Herren-Spielen im Bandy. Der nationale Bandyverband, die Dutch bandy Federation wurde 1973 Mitglied der IBF (heute: FIB) und gab 1991 sein Debüt bei der Bandy-Weltmeisterschaft in Finnland.
Die niederländische Nationalmannschaft gehört bei Weltmeisterschaften stets zu den Außenseitern, blieb sogar Jahre lang ohne Sieg. Seit 2005 belegte die Niederlande jedoch nicht mehr den letzten Platz.
Derzeitiger Trainer des Teams ist Patrik Vikström.

## Die Niederlande bei Weltmeisterschaften
- Höchster Sieg: 9:1 gegen Estland (WM 2005)
- Höchste Niederlage: 0:18 gegen die USA (WM 2003)

| Turnier                      | Ort                 | Gruppe  | Gruppenplatzierung | Endplatzierung |
| ---------------------------- | ------------------- | ------- | ------------------ | -------------- |
| Bandy-Weltmeisterschaft 1991 | Finnland            | B       | 4. (von 4)         | 7. (von 8)     |
| Bandy-Weltmeisterschaft 1993 | Norwegen            | B       | 4. (von 4)         | 8. (von 8)     |
| Bandy-Weltmeisterschaft 1995 | USA                 | k. T. * |                    |                |
| Bandy-Weltmeisterschaft 1997 | Schweden            | B       | 3. (von 4)         | 9. (von 9)     |
| Bandy-Weltmeisterschaft 1999 | Russland            | k. T. * |                    |                |
| Bandy-Weltmeisterschaft 2001 | Finnland & Schweden | k. T. * |                    |                |
| Bandy-Weltmeisterschaft 2003 | Russland            | B       | 4. (von 4)         | 9. (von 9)     |
| Bandy-Weltmeisterschaft 2004 | Ungarn (nur B-WM)   | B       | 6. (von 6)         | 11. (von 11)   |
| Bandy-Weltmeisterschaft 2005 | Russland            | B       | 3. (von 5)         | 9. (von 11)    |
| Bandy-Weltmeisterschaft 2006 | Russland            | B       | 4. (von 6)         | 10. (von 12)   |
| Bandy-Weltmeisterschaft 2007 | Schweden            | B       | 4. (von 6)         | 10. (von 12)   |
| Bandy-Weltmeisterschaft 2008 | Russland            | B       | 5. (von 7)         | 11. (von 13)   |
| Bandy-Weltmeisterschaft 2009 | Schweden            | B       | 5. (von 7)         | 11. (von 13)   |
| Bandy-Weltmeisterschaft 2010 | Russland            | B       | 3. (von 5)         | 9. (von 11)    |
| Bandy-Weltmeisterschaft 2011 | Russland            | B       | 5. (von 5)         | 11. (von 11)   |
| Bandy-Weltmeisterschaft 2012 | Kasachstan          | B       | 4. (von 5)         | 10. (von 14)   |
| * k.T. = keine Teilnahme     |                     |         |                    |                |

Herren:
Belarus |
Deutschland |
Estland |
Finnland |
Japan |
Kanada |
Kasachstan |
Kirgisistan |
Lettland |
Mongolei |
Niederlande |
Norwegen |
Russland |
Schweden |
Somalia |
Ukraine |
Ungarn |
Vereinigte Staaten
Ehemalige Nationalmannschaften:
Sowjetunion
Damen:
Finnland |
Schweden |
Norwegen |
Russland |
Vereinigte Staaten |
Kanada |
Ungarn